# جورج گربنر

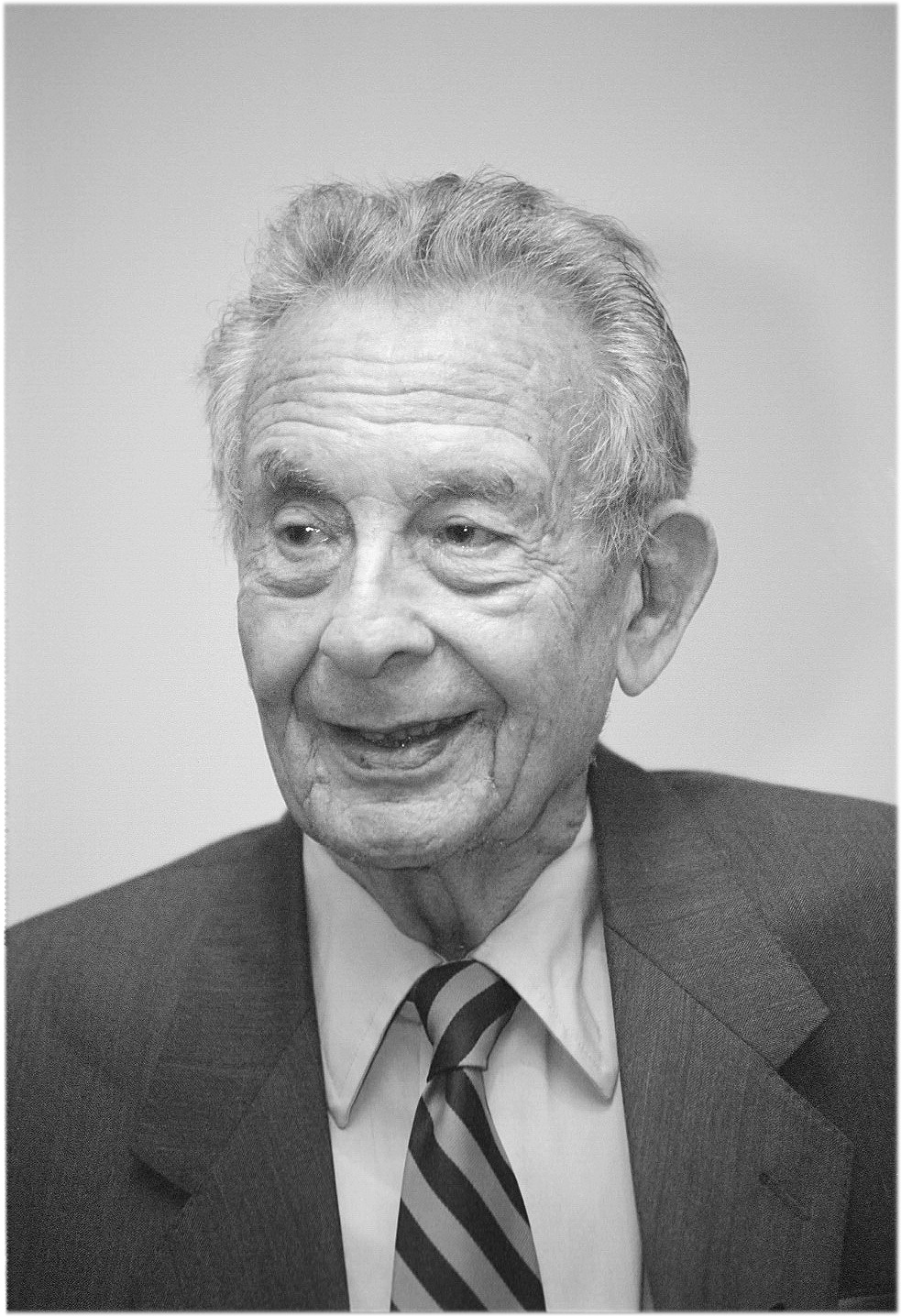
تصویری از گرینر در کهن‌سالی

جرج گربنر (به انگلیسی: George Gerbner)؛ (۸ اگوست ۱۹۱۹–۲۴ دسامبر ۲۰۰۵)یک استاد جامعه‌شناسی دانشگاه آمریکایی در رشته ارتباطات و مبدع نظریه کاشت است. گربنر که متولد بوداپست در مجارستان بود در سال ۱۹۳۹ به آمریکا مهاجرت کرد. گربنر مدتی رئیس دانشکده ارتباطات آننبرگ در دانشگاه پنسیلوانیا بود. گربنر و همکارانش ادعا کردند که مواجهه سنگین با تلویزیون باعث کاشت باورهای مبالغه‌آمیز در مورد میزان خشونت در جامعه می‌شود و یک حس عدم امنیت، قربانی شدن و بی‌اعتمادی میان‌شخصی می‌شود. این مجموعه نگرش‌ها را سندروم دنیای کثیف می‌خوانند.

## تأثیر برنامه‌های تلویزیونی
طبق نتایج مطالعات گربنر، واقعیت‌های خلق‌شده توسط دنیای تلویزیون در ذهن کسانی که به شدت تلویزیون تماشا می‌کنند، کاشته می‌شود و با گذشت زمان، افراد شروع به باور این واقعیت‌های بازتولیدشدهٔ کاشته‌شده در ذهن خود می‌کنند؛ بنابراین، تلویزیون این قدرت را دارد که بر افکار، باورها، رفتارها و حتی هویت بینندگان خود تأثیر بگذارد و آنها را شکل دهد. می‌توان فرایند کاشت را به صورت زیر مثال زد:
1. قدرت‌های مسلط، واقعیت را بازتولید می‌کنند و واقعیت و ارزش‌های خود را از طریق رسانه‌ها به توده‌ها منتقل می‌کنند.
2. رسانه‌ها از طریق برنامه‌های سرگرم‌کننده و محصولات فرهنگ عامه، ارزش‌های غالب را در ذهن مخاطبان القا می‌کنند.
3. از آنجایی که فرد از هر رسانه‌ای اطلاعات یکسانی دریافت می‌کند، آنچه در ذهن او کاشته می‌شود، به مرور زمان شروع به رشد می‌کند.
4. با شکوفایی، فرد شروع به باور ارزش‌های غالب می‌کند و به آنها رضایت می‌دهد. ۵. با تولید رضایت، عملکرد سیستم تحت کنترل قدرت‌های مسلط مشروعیت می‌یابد.

هدف اصلی همه این مراحل، اطمینان از سکوت افراد در مورد موقعیت‌های اجتماعی‌شان و جلب رضایت آنها از طریق ترغیب آنها به تسلیم شدن در برابر سلطه‌گر است. در فرایند پرورش، رسانه‌ها هویت‌هایی را که با منافع مسلط همسو نیستند، به صورت کلیشه‌ای ارائه می‌دهند، به عبارت دیگر، آنها را برچسب‌گذاری کرده و به حاشیه می‌رانند یا اصلاً آنها را نمایندگی نمی‌کنند. به این ترتیب، جهانی خلق می‌کند که منافع سلطه‌گران را مشروعیت می‌بخشد و هویت‌های مطیع و یکسانی را ایجاد می‌کند که برای آن جهان مناسب هستند.